# Tschechische Poststelle auf der Schneekoppe

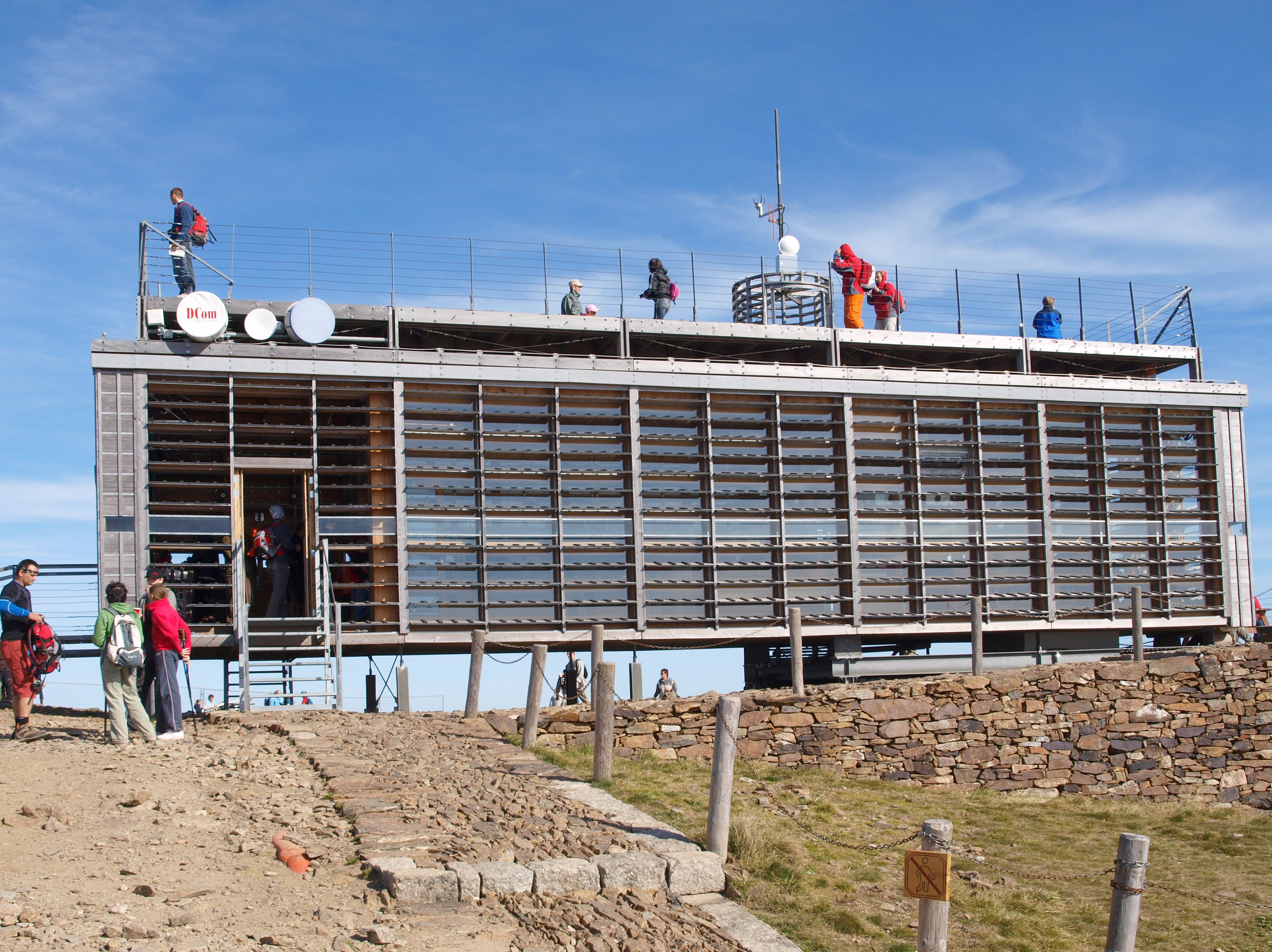
Neue Tschechische Poststelle, rechts die Mauer des alten Kellergeschosses

Die Tschechische Poststelle auf der Schneekoppe ist ein 2007 erbautes neues Gebäude auf dem Gipfel der Schneekoppe im Riesengebirge in einer Höhe von 1600 m n.m. und ist somit das höchstgelegene Gebäude der Tschechischen Republik.

## Geschichte der Poststellen auf der Schneekoppe
Ebenfalls auf der Schneekoppe befand sich eine alte k.u.k. telegraphische Station, die vermutlich aus der ersten Hälfte des 19. Jahrhunderts stammte und 1875 das erste Mal erwähnt wurde. Ab 1899 bis 1938 diente sie als eine Poststelle. Nach 1948 diente sie als ein Kiosk einer nahen Baude „Česká bouda“ (Böhmische Baude) beziehungsweise als Lagerraum. Zwischen 1993 und 1995 wurde sie rekonstruiert und diente wieder als eine Poststelle kombiniert mit einem Kiosk. Nachdem 2007 die neue Poststelle geöffnet wurde, wurde die alte Poststelle abgebaut und südlich von Prag wieder hergestellt.

## Neues Gebäude
Die neue Poststelle steht an der Stelle, wo sich früher die Böhmische Baude befand. Sie wurde 1868 erbaut, 1990 wegen Hausschwammbefall geschlossen und 2004 – bis auf den Keller – abgebaut.
Es handelt sich um ein zweigeschossiges Gebäude aus Holz, Stahl und Glas, das auf zwölf Stahlfüßen ruht. Die Bauweise ohne eigentliches Fundament besitzt den Vorteil einer leichten Konstruktion, die ohne Beton, Mörtel oder andere zementhaltige Stoffe auskommt und insbesondere auch den Anforderungen des Naturschutzes Rechnung trägt.
Das Obergeschoss besitzt ringsum verglaste Außenwände, die von hydraulisch betätigten Holzfensterläden geschützt sind. Je nach Wetterlage kann mit diesem Jalousiensystem das Aussehen des Gebäudes völlig verändert werden. Über dem Obergeschoss befindet sich ein Flachdach mit einem Grundriss von 17 × 4,5 Metern, das als eine Aussichtsplattform benutzt werden kann. Das Untergeschoss, in dem sich Versorgungseinrichtungen befinden, ist im früheren Keller der Böhmischen Baude untergebracht.